# TeX Live
TeX Live es una Distribución de TeX/LaTeX que está marcada para ser el reemplazo de teTeX. Ahora es la distribución TeX por defecto para varias Distribuciones Linux tales como Fedora, Debian y Ubuntu.
TeX Live ha sido desarrollado desde 1996 en colaboración por los grupos de usuarios de TeX a lo largo del mundo, incluido el TeX Users Group.